# Stefano Ghirardello
Stefano Ghirardello (Thiene, 15 gennaio 1973) è un allenatore di calcio ed ex calciatore italiano.

## Carriera

### Giocatore
Formatosi nell'Hellas Verona, club con cui esordisce in Serie A il 26 gennaio 1992 nella sconfitta esterna per 1-0 degli scaligeri contro la Roma.
Nel 1993 passa al Leffe e l'anno seguente alla Massese.
Nel 1995 torna al Verona, in cadetteria, sodalizio in cui milita sino a novembre, quando è ingaggiato dallo Spezia.
Nel 1996 passa al Venezia, che lascia a novembre per militare nel Chievo Verona.
Torna al Verona nel 1997, militandovi sino all'ottobre 1998, quando è ingaggiato dalla Cremonese.
Nel 1999 passa al Savoia e l'anno seguente al Cittadella.
Con i veneti resta sino all'agosto 2002, quando è ingaggiato dal Siena con cui vince la Serie B.
Nel 2003 passa al Genoa, rimanendovi sino al mercato di gennaio quando passa al Como.
Nel 2004 è ingaggiato dall'Avellino.
Dall'Irpinia si trasferisce al Cittadella, restandovi sino al gennaio 2006, quando passò al Südtirol.
Si trasferì in seguito al Domegliara, e nel 2008 al Pescantina San Lorenzo, retrocedendo in Seconda Categoria.
In carriera ha totalizzato complessivamente 4 presenze in Serie A, con all'attivo una rete in occasione della sconfitta interna del Verona contro l'Atalanta del 10 maggio 1992, e 245 presenze e 73 reti in Serie B.

### Allenatore
Nel 2011 entra nello staff tecnico giovanile del Verona, allenando gli allievi regionali ed in seguito i giovanissimi regionali. Nella stagione 16/17 è allenatore in seconda del Verona Calcio Femminile, mentre a partire da luglio 2017 è allenatore dell'ASD Oppeano, formazione veronese, militante in Promozione, di cui rimane alla guida per tre stagioni. Per la stagione 20/21 entra nello staff dell'Ambrosiana, squadra veronese militante nel campionato di serie D, come allenatore in seconda. Per la stagione 22/23 è il nuovo allenatore del Concordia, formazione veronese, militante in Prima Categoria.

## Palmarès
- Campionato italiano di Serie B: 1

Siena: 2002-2003